# Station Zichem
Station Zichem is een spoorwegstation langs spoorlijn 35 (Leuven - Hasselt) in Zichem, een deelgemeente van Scherpenheuvel-Zichem.

## Geschiedenis
Het station werd samen met de spoorlijn geopend op 1 februari 1865, door de spoorwegmaatschappij Grand Central Belge. Oorspronkelijk droeg het station de naam Zichem-Scherpenheuvel omdat ook de bedevaarttreinen voor Scherpenheuvel in dit station aankwamen. Op 23 mei 1993 werd het loket gesloten en is er geen personeel meer aanwezig in het station.
Vanaf 1894 takte hier spoorlijn 30 af naar het station Scherpenheuvel en werd de naam van het station veranderd in Zichem. Deze aftakking zou blijven bestaan tot in 1974.

## Treindienst
| Serie       | Treinsoort          | Route                                                                        | Bijzonderheden                     |
| ----------- | ------------------- | ---------------------------------------------------------------------------- | ---------------------------------- |
| IC 08       | Intercity (NMBS)    | Antwerpen-Centraal – Mechelen – Brussels Airport-Zaventem – Zichem – Hasselt |                                    |
| L 2450      | L-trein (NMBS)      | Leuven – Aarschot – Zichem – Hasselt                                         | Rijdt niet in het weekend.         |
| P 7360/8360 | Piekuurtrein (NMBS) | Leuven – Zichem – Hasselt                                                    | Rijdt niet in het weekend.         |
| P 8225      | Piekuurtrein (NMBS) | Tongeren – Hasselt – Zichem – Leuven                                         | In het weekend in december en mei. |

## Reizigerstellingen
De grafiek en tabel geven het gemiddeld aantal instappende reizigers weer op een week-, zater- en zondag.
| Tabel: aantal instappende reizigers station Zichem | Tabel: aantal instappende reizigers station Zichem | Tabel: aantal instappende reizigers station Zichem | Tabel: aantal instappende reizigers station Zichem |
|                                                    | Weekdag                                            | Zaterdag                                           | Zondag                                             |
| -------------------------------------------------- | -------------------------------------------------- | -------------------------------------------------- | -------------------------------------------------- |
| 1977                                               | 582                                                | 80                                                 | 80                                                 |
| 1978                                               | 605                                                | 89                                                 | 50                                                 |
| 1979                                               | 442                                                | 87                                                 | 62                                                 |
| 1980                                               | 529                                                | 74                                                 | 83                                                 |
| 1981                                               | 500                                                | 74                                                 | 73                                                 |
| 1982                                               | 566                                                | 104                                                | 111                                                |
| 1983                                               | 440                                                | 57                                                 | 81                                                 |
| 1984                                               | 293                                                | 40                                                 | 101                                                |
| 1985                                               | 377                                                | 52                                                 | 44                                                 |
| 1986                                               | 245                                                | 33                                                 | 42                                                 |
| 1987                                               | 277                                                | 43                                                 | 59                                                 |
| 1988                                               | 352                                                | 49                                                 | 30                                                 |
| 1989                                               | 259                                                | 47                                                 | 53                                                 |
| 1990                                               | 332                                                | 43                                                 | 53                                                 |
| 1991                                               | 282                                                | 72                                                 | 69                                                 |
| 1992                                               | 337                                                | 59                                                 | 63                                                 |
| 1993                                               | 349                                                | 67                                                 | 66                                                 |
| 1994                                               | 350                                                | 46                                                 | 56                                                 |
| 1995                                               | 375                                                | 33                                                 | 53                                                 |
| 1996                                               | 311                                                | 37                                                 | 88                                                 |
| 1997                                               | 337                                                | 51                                                 | 50                                                 |
| 1998                                               | 355                                                | 42                                                 | 62                                                 |
| 1999                                               | 263                                                | 31                                                 | 46                                                 |
| 2000                                               | 259                                                | 44                                                 | 76                                                 |
| 2001                                               | 268                                                | 31                                                 | 44                                                 |
| 2002                                               | 233                                                | 41                                                 | 48                                                 |
| 2003                                               | 220                                                | 46                                                 | 48                                                 |
| 2004                                               | 230                                                | 42                                                 | 52                                                 |
| 2005                                               | 253                                                | 42                                                 | 40                                                 |
| 2006                                               | 313                                                | 54                                                 | 54                                                 |
| 2007                                               | 268                                                | 66                                                 | 32                                                 |
| 2008                                               | -                                                  | -                                                  | -                                                  |
| 2009                                               | 345                                                | 52                                                 | 60                                                 |
| 2010                                               | -                                                  | -                                                  | -                                                  |
| 2011                                               | -                                                  | -                                                  | -                                                  |
| 2012                                               | 346                                                | 54                                                 | 106                                                |
| 2013                                               | 310                                                | 56                                                 | 78                                                 |
| 2014                                               | 321                                                | 36                                                 | 51                                                 |
| 2015                                               | 283                                                | 38                                                 | 61                                                 |
| 2016                                               | 284                                                | 44                                                 | 73                                                 |
| 2017                                               | 289                                                | 77                                                 | 91                                                 |
| 2018                                               | 279                                                | 66                                                 | 71                                                 |
| 2019                                               | 293                                                | 94                                                 | 76                                                 |
| 2020                                               | 163                                                | 81                                                 | 99                                                 |
| 2021                                               | -                                                  | -                                                  | -                                                  |
| 2022                                               | 377                                                | 131                                                | 158                                                |
| 2023                                               | 260                                                | 96                                                 | 94                                                 |
| 2024                                               | 250                                                | 165                                                | 106                                                |

0,0: Zichem ·
4,0: Scherpenheuvel
0,0: Leuven ·
3,8: Holsbeek ·
6,0: Putkapel ·
7,1: Rotselaar ·
9,1: Wezemaal ·
12,3: Gelrode ·
15,5: Aarschot ·
19,3: Langdorp ·
25,2: Testelt ·
28,1: Zichem ·
33,2: Diest ·
38,5: Zelem ·
41,1: Linkhout ·
43,2: Schulen ·
46,5: Spalbeek ·
48,3: Kermt-Dorp ·
49,9: Kermt-Statie ·
53,8: Hasselt